# 張鳳彩
張鳳彩（？—1612年），字南隅，號見廷，河南開封府仪封县人，明朝政治人物。

## 生平
万历二十五年（1597年）丁酉科河南鄉試舉人，二十六年戊戌科會試第一百五十一名，未殿试，二十九年（1601年）辛丑科三甲五十五名進士，官东阿县知县，性仁厚，刑罚轻简，狱讼衰息。三十五年行取，三十六年八月考選为禮科给事中。三十八年为正使，册封周府京山、汤溪、原武諸王，三十九年升工科右给事中，四十年轉左给事中。弟张凤毛，崇禎庚午舉人。

## 家族
父张大綸，官訓導，有六子，少子凤彩。